# Прясна вода
Прясната вода е противоположността на морската вода и е тази достъпна на Земята вода, която съдържа минимално количество соли.
Водата, солеността на която не превишава 0,1%, даже във формата на пара или лед, се нарича прясна или сладка. Най-голямата част от прясната вода на земята е под формата на лед в ледената шапка на полярните региони и в ледниците. Освен това прясна вода има в реките, езерата подземните източници и в облаците. По различни пресмятания прясната вода на Земята е около 2,5 – 3% от общото количество вода. От тази вода 85 – 90% е под формата на лед.
Пречистената до определени изисквания прясна вода се използва като питейна вода.
В България има действащ от началото на 2000 година „Закон за водите“, който регулира начина на управлението основно на пресните води. С него се регулират проблемите, свързани с експлоатацията на повърхностните и подземните води, с даването на концесии на частни фирми, с предпазване от наводнения, с експлоатацията и поддръжката на всички водни съоръжения и други.